# Кадео
Кадео (італ. Cadeo) — муніципалітет в Італії, у регіоні Емілія-Романья,  провінція П'яченца.
Кадео розташоване на відстані близько 410 км на північний захід від Рима, 135 км на північний захід від Болоньї, 14 км на південний схід від П'яченци.
Населення — 6157 осіб (2014).

## Демографія
Населення за роками:

Станом на 1 січня 2023 року в муніципалітеті офіційно проживало 915 іноземців з 44 країн, серед них 228 громадян країн Євросоюзу та 35 громадян України.

## Сусідні муніципалітети
- Карпането-П'ячентіно
- Кортемаджоре
- Фйоренцуола-д'Арда
- Понтенуре